# Mieczysław Zieliński
Mieczysław Zieliński – starosta w okresie II Rzeczypospolitej.

## Życiorys
Według stanu z 1914 był komisarzem powiatowym w urzędzie starostwa powiatu bialskiego. W ostatnim roku I wojny światowej w randze sekretarza namiestnictwa był przydzielony do urzędu starostwa powiatu brzozowskiego.
Po odzyskaniu niepodległości przez Polskę podjął pracę w administracji terytorialnej II Rzeczypospolitej. W lipcu 1919 został uwolniony od funkcji tymczasowego kierownika urzędu starostwa powiatu trembowelskiego i przeniesiony do starostwa powiatu sanockiego. W pierwszej połowie lat 20. (był w 1923) sprawował stanowisko starosty powiatu sanockiego. Później był starostą powiatu żółkiewskiego i z tej posady w 1926 został przeniesiony na stanowisko starosty powiatu lwowskiego. Następnie ze Lwowa w 1927 został przeniesiony na starostę powiatu gródeckiego.
Jego żoną była Klementyna, przewodnicząca komitetu miejscowego Narodowej Organizacji Kobiet w Sanoku.

## Odznaczenia
austro-węgierskie
- Medal Jubileuszowy Pamiątkowy dla Cywilnych Funkcjonariuszów Państwowych (przed 1918)[2]
- Krzyż Jubileuszowy dla Cywilnych Funkcjonariuszów Państwowych (przed 1914)[1]